# Dioctria lopatini
Dioctria lopatini är en tvåvingeart som först beskrevs av Pavel Lehr 1965.  Dioctria lopatini ingår i släktet Dioctria och familjen rovflugor. Inga underarter finns listade i Catalogue of Life.